# Condado de Hamilton (Iowa)
O Condado de Hamilton é um dos 99 condados do estado norte-americano do Iowa. A sede do condado é Webster City, que é também a sua maior cidade. O condado tem uma área de 1496 km² (dos quais 2 km² estão cobertos por água), uma população de 15 673 habitantes, e uma densidade populacional de 10 hab/km² (segundo o censo nacional de 2010). O condado foi fundado em 1856 e o seu nome é uma homenagem a William W. Hamilton, que foi presidente do Senado de Iowa.